# قضية ترينت

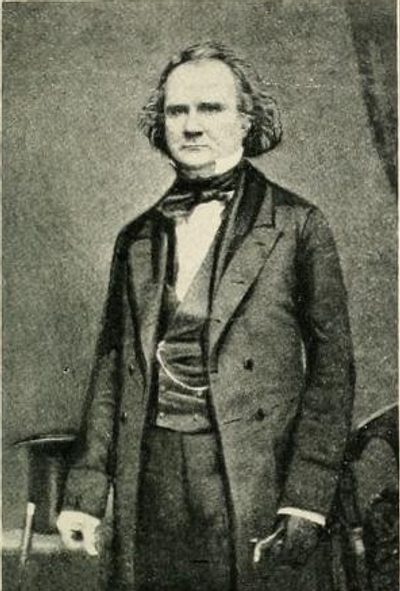

كانت قضية ترينت حادثًا دبلوماسيًا جرى عام 1861 خلال الحرب الأهلية الأمريكية، وقد أنذرت بحرب بين الولايات المتحدة والمملكة المتحدة. اعتقلت بحرية الولايات المتحدة بشكل غير قانوني اثنين من الدبلوماسيين الكونفدراليين من على متن سفينة بريطانية؛ مما أدى إلى احتجاج المملكة المتحدة بشدة. أنهت الولايات المتحدة الحادث بإطلاق سراح الدبلوماسيين.
في 8 نوفمبر 1861، اعترضت السفينة يو إس إس سان جاسينتو، بقيادة النقيب تشارلز ويلكس، سفينة حزم البريد البريطانية آر إم إس ترينت وأخرجت اثنين من الدبلوماسيين الكونفدراليين من على متنها بتهمة تهريب أشخاص مشتركين بالحرب، هما جيمس موراي ميسون وجون سليدل. كان المبعوثان متجهين إلى بريطانيا وفرنسا للضغط من أجل الاعتراف الدبلوماسي بقضية الكونفدرالية والضغط من أجل الدعم المالي والعسكري قدر المستطاع.
احتفل الجمهور في الولايات المتحدة كرد فعل للقبض على الدبلوماسيين واحتشد ضد بريطانيا وهدد بالحرب. عُقد الأمل في الولايات الكونفدرالية على أن يؤدي هذا الحادث إلى تمزق دائم في العلاقات الإنكليزية الأمريكية وربما إلى حرب أو اعتراف دبلوماسي على الأقل من قِبل بريطانيا. أدرك الكونفدراليون أن استقلالهم من المحتمل أن يعتمد على تدخل بريطانيا وفرنسا. في بريطانيا، رفض الجمهور هذا الانتهاك لحقوق النئي بالنفس والإهانة لشرفهم الوطني. طالبت الحكومة البريطانية بالاعتذار والإفراج عن السجناء واتخذت خطوات لتعزيز قواتها العسكرية في كندا والمحيط الأطلسي.
لم يرغب الرئيس أبراهام لينكولن وكبار مستشاريه بالمجازفة بالحرب مع بريطانيا بسبب هذه القضية. بعد عدة أسابيع من التوتر، حُلت الأزمة عندما أطلقت إدارة لينكولن المبعوثين، ونكرت تصرفات الكابتن ويلكس، ولو أن هذا الفعل جاء دون اعتذار رسمي. استأنف ميسون وسليدل رحلتهما إلى بريطانيا، لكنهما فشلا في تحقيق هدفهما المتمثل في الحصول على الاعتراف الدبلوماسي.

## خلفية تاريخية

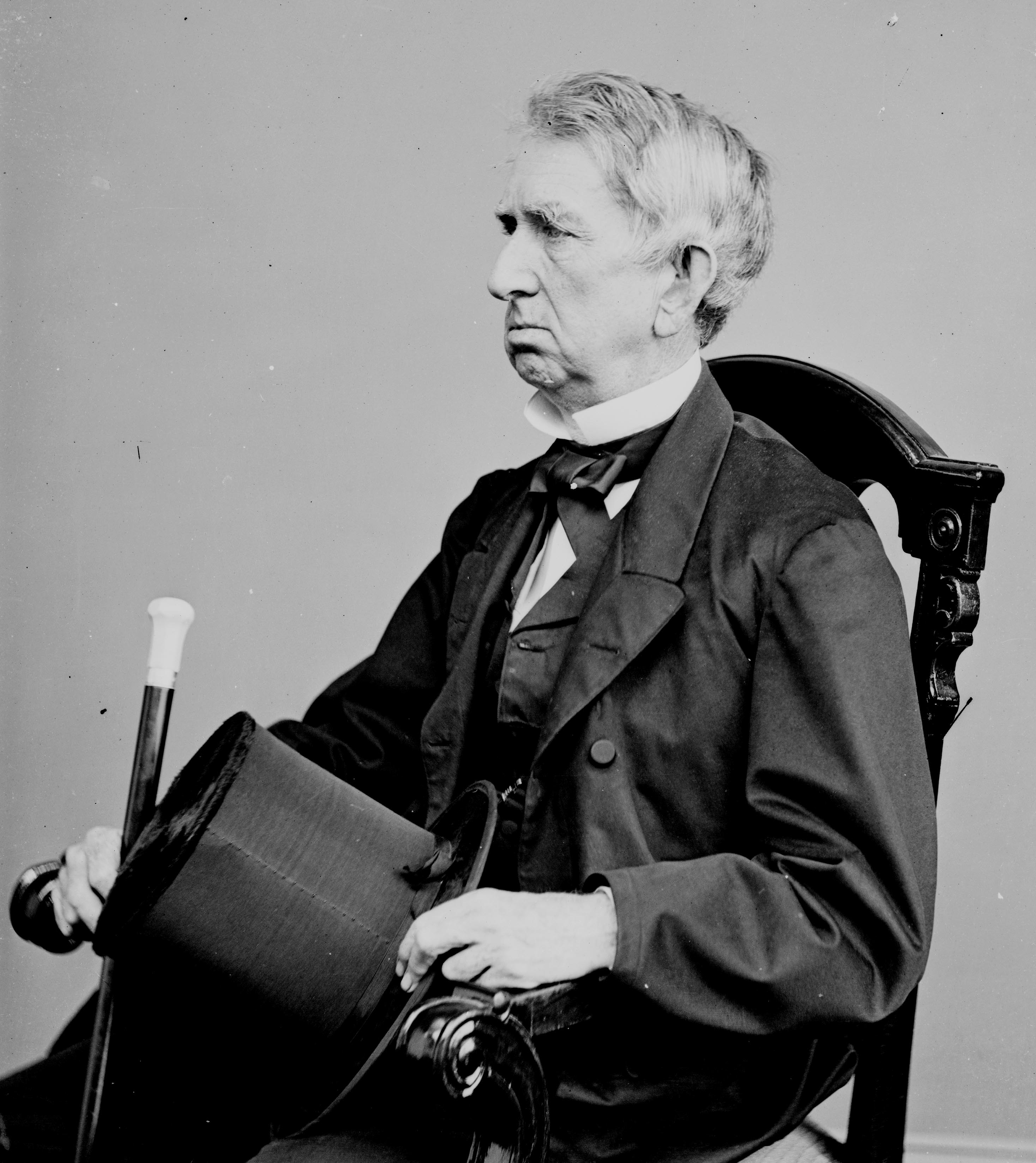
ويليام إتش سيوارد، وزير خارجية الولايات المتحدة.

كانت علاقات بريطانيا مع الولايات المتحدة متوترة في كثير من الأحيان، وتقف حتى على حافة الحرب حين دعمت بريطانيا إلى حد ما الكونفدرالية في وقت مبكر من الحرب الأهلية الأمريكية. انزعج القادة البريطانيون بشكل مستمر من الأربعينيات إلى الستينيات من القرن التاسع عشر بسبب ما رأوا من ادعاء واشنطن بكونها مركز الحشد الديمقراطي، كما في نزاع أوريغون الحدودي في الفترة بين 1844 و1846. شعر الرأي العام البريطاني من الطبقة الوسطى بوجود «علاقة خاصة» مشتركة بين الشعبين مبنية على اللغة والهجرة والمعتقدات البروتستانتية الإنجيلية والتقاليد الليبرالية والتجارة الواسعة.
وضعت لندن حدًا لهذه القضية، بينما تراجعت واشنطن. اعتقدت الكونفدرالية ورئيسها، جيفرسون ديفيس، منذ البداية أن الاعتماد الأوروبي على القطن الجنوبي لصناعة النسيج سيؤدي إلى الاعتراف والتدخل الدبلوماسي في شكل من أشكال الوساطة. كتب المؤرخ تشارلز هوبارد ما يلي:
«ترك ديفيس السياسة الخارجية في الحكومة للآخرين ومال إلى توقع الأحداث لتحقيق الأهداف الدبلوماسية بدلًا من تطوير جهد دبلوماسي عدواني. كان الرئيس الجديد ملتزمًا بفكرة أن القطن سيضمن الاعتراف والشرعية من قوى أوروبا. كان أحد أقوى آمال الكونفدرالية في ذلك الوقت هو الاعتقاد أن البريطانيين، سوف يعترفون بالولايات الكونفدرالية ويكسرون الحصار المفروض على الاتحاد خوفًا من التأثير المدمر على مصانع النسيج الخاصة بهم. اختار ديفيس الرجال الذين عُينوا كوزير للخارجية والذين بُعِثوا إلى أوروبا لأسباب شخصية، وليس لإمكاناتهم الدبلوماسية. يرجع هذا جزئيًا إلى الاعتقاد أن تحقق الحاجة للقطن أهداف الكونفدرالية بمساعدة قليلة من الدبلوماسيين الكونفدراليين».
كان التركيز الرئيسي للاتحاد في الشؤون الخارجية هو عكس ذلك تمامًا، إذ كان: لمنع أي اعتراف بريطاني بالكونفدرالية. على الرغم من اندلاع حادثة حدودية صغيرة نسبيًا في شمال غرب المحيط الهادئ، فقد تحسنت العلاقات الإنكليزية الأمريكية باطراد خلال الخمسينيات من القرن التاسع عشر. حُلت مشاكل إقليم أوريغون والتورط البريطاني في تكساس والنزاع الحدودي بين كندا والولايات المتحدة في أربعينيات القرن التاسع عشر. كان وزير الخارجية ويليام سيوارد، المخطِط الرئيس للسياسة الخارجية الأمريكية خلال الحرب، يهدف إلى الحفاظ على مبادئ السياسة التي خدمت البلاد بشكل جيد منذ الثورة الأمريكية، ألا وهي: عدم تدخل الولايات المتحدة في شؤون الدول الأخرى ومقاومة التدخل الأجنبي في شؤون الولايات المتحدة وبلدان أخرى في نصف الأرض الغربي.
حث رئيس الوزراء البريطاني لورد بالمرستون على سياسة الحياد. تركزت مخاوفه الدولية في أوروبا، حيث ظهرت طموحات نابليون الثالث في أوروبا وصعود بسمارك في بروسيا. تشكلت ردود الفعل البريطانية على الأحداث الأمريكية خلال الحرب الأهلية من خلال السياسات البريطانية السابقة ومصالحهم الوطنية الخاصة من الناحية الإستراتيجية والاقتصادية. أصبحت بريطانيا حذرة بشأن مواجهة الولايات المتحدة بالقضايا الحاصلة في أمريكا الوسطى، وذلك مع تحسن العلاقات مع الولايات المتحدة في نصف الأرض الغربي.
بصفتها قوة بحرية، كان لبريطانيا سجل طويل في الإصرار على أن تحترم الدول المحايدة الحصار على الدول المعادية. خلال الأيام الأولى للحرب، كان هذا المنظور يقود للبريطانيين بعيدًا عن اتخاذ أي إجراء لربما كان يُنظر إليه في واشنطن على أنه تحدٍ مباشرة للحصار المفروض على الاتحاد. من وجهة نظر الجنوب، كانت السياسية البريطانية بمثابة دعم فعلي للحصار المفروض على الاتحاد وتسببت بإحباط كبير.
أشار المفوض الروسي في واشنطن، إدوارد دي ستوكل، إلى أن «مجلس الوزراء في لندن يراقب بانتباه الخلافات الداخلية للاتحاد وينتظر بفارغ الصبر النتيجة التي من الصعب التستر عليها». حذر دي ستوكل حكومته أن بريطانيا ستعترف بالولايات الكونفدرالية في أقرب فرصة ممكنة. صرح كاسيوس كلاي، المفوض الأمريكي في روسيا، قائلًا: «لقد رأيت، في ومضة، ما الذي كانت بريطانيا ترغب فيه. لقد كانوا يأملون في خرابنا! إنهم يشعرون بالغيرة من قوتنا. إنهم لا يهتمون بالجنوب ولا من الشمال. إنهم يكوهون كلاهما».

## قضية الاعتراف الدبلوماسي (فبراير – أغسطس 1861)
لم تندلع قضية ترينت كأزمة كبرى حتى أواخر نوفمبر عام 1861. وقع أول رابط في سلسلة الأحداث في فبراير 1861، عندما أنشأت الكونفدرالية وفدًا أوروبيًا من ثلاثة أشخاص هم ويليام لونديس يانسي وبيير روست وأمبروز دودلي مان. كانت تعليماتهم من وزير الخارجية الكونفدرالي روبرت تومبس تقتضي الشرح لهذه الحكومات طبيعة وأهداف القضية الجنوبية، بالإضافة إلى فتح علاقات دبلوماسية و«التفاوض على معاهدات الصداقة والتجارة والملاحة». تضمنت تعليمات تومبس حجة قانونية طويلة بشأن حقوق الدول وحق الانفصال. نظرًا للاعتماد على الهجوم المزدوج بخصوص القطن والشرعية، فقد غابت العديد من القضايا الهمة عن الإرشادات بما في ذلك حصار الموانئ الجنوبية والقرصنة والتجارة مع الشمال والعبودية والحصار غير الرسمي الذي فرضه الجنوبيون في حين لم يُشحن أي قطن إلى الخارج.
اعتقد البريطانيون -والقادة في القارة- بشكل عام أن تقسيم الولايات المتحدة هو أمر لا مفر منه. اعتبر البريطانيون أن محاولات الاتحاد لمقاومة الواقع الحتمي هو أمر غير منطقي، وذلك بعد أن تذكروا محاولتهم الفاشلة للاحتفاظ بمستعمراتهم الأمريكية السابقة في الإمبراطورية بقوة السلاح، لكنهم اعتبروا أيضًا أن مقاومة الاتحاد حقيقة ينبغي عليهم التعامل معها. رأى البريطانيون أي إجراء يمكنهم فعله لتشجيع انتهاء الحرب يُعتبر بادرة إنسانية، اعتقادًا منهم أن نتائج الحرب محددة سلفًا. أُعطي ليون تعليمات من قِبل رسل تخوله باستخدام مكتبه وأي أقسام أخرى قد تساعد على تسوية الحرب.
التقى المفوضون بشكل رسمي مع وزير الخارجية اللورد رسل في 3 مايو. على الرغم أن أخبار معركة فورت سمتر قد وصلت لندن لتوها، إلا أن الآثار المباشرة للحرب المفتوحة لم تُناقش في الاجتماع. وبدلًا من ذلك، أكد المبعوثون على النية السليمة لأمتهم الجديدة وشرعية الانفصال كعلاج للانتهاكات الشمالية لحقوق الدول. أنهوا الاجتماع بحجة قوية، ألا وهي: أهمية القطن بالنسبة لأوروبا. نُوقشت العبودية فقط عندما سأل رسل يانسي عما إذا كان سيُعاد فتح تجارة الرقيق الدولية من قِبل الكونفدرالية (وهو الموقف الذي دعا يانسي إليه في السنوات الأخيرة)؛ كان رد يانسي إن هذا لم يكن جزءًا من جدول أعمال الكونفدرالية. لم يُظهر رسل رأيًا بهذا الخصوص، إذ وعد أن تناقش هذه المواضيع الحامية مع مجلس الوزراء بالكامل.
في غضون ذلك، كان البريطانيون يحاولون تحديد الموقف الرسمي الذي ينبغي عليهم تبنيه خلال الحرب. في 13 مايو 1861، أصدرت الملكة فيكتوريا، بناءً على توصية من رسل، إعلانًا عن الحياد كان بمثابة اعتراف بالمجموعات المقاتلة في الجنوب، وهو الوضع الذي منح سفن الكونفدرالية نفس الامتيازات في الموانئ الأجنبية التي تلقتها السفن الأمريكية.